# Kronoby
Kronoby (fiń. Kruunupyy) – gmina w Finlandii, położona w zachodniej części kraju, należąca do regionu Ostrobotnia.